# Раймон Ауслос
Раймон Ауслос (фр. Raymond Ausloos, 12 травня 1928, Еттербек — 1 грудня 2012) — бельгійський футболіст, що грав на позиції воротаря за клуб «Расінг Брюссель».

## Клубна кар'єра
У футболі дебютував 1953 року виступами за команду «Расінг Брюссель», кольори якої і захищав протягом усієї своєї кар'єри гравця, що тривала дев'ять років. 

## Виступи за збірну
Був присутній в заявці збірної на чемпіонаті світу 1954 року у Швейцарії, але на поле не виходив.
Помер 1 грудня 2012 року на 85-му році життя.